# آپتس
آپتس (به مجاری: Apc) یک منطقهٔ مسکونی در مجارستان است که در ناحیه هاتوان واقع شده‌است. اپتس ۲۰٫۴۶ کیلومتر مربع مساحت و ۲٬۵۰۱ نفر جمعیت دارد و ۱۴۷ متر بالاتر از سطح دریا واقع شده‌است.